# Gymnocalycium angelae
Gymnocalycium angelae es una especie de cactus del género Gymnocalycium. Es un taxón endémico de la Argentina.

## Distribución y hábitat
Gymnocalycium angelae es un microendemismo del nordeste de la Argentina, en el sector norte de la mesopotamia de dicho país, en el centro-este de la provincia de Corrientes. Específicamente habita en la comarca del Paraje Tres Cerros (departamento General San Martín), en las laderas rocosas de un conjunto serrano que se eleva unas pocas decenas de metros sobre la llanura loéssica, la cual está muy explotada por la explotación pecuaria y el cultivo de arroz.
Comparte el hábitat con otras cactáceas, entre las que se encuentran Frailea schilinzkyana y Cereus uruguayanus.

## Descripción
Planta solitaria, con 2 a 3 raíces fibrosas principales. Tallo globoso-hemisférico, de superficie lisa, de hasta 10 cm de diámetro y 8 cm de alto, de color verde opaco pálido, con 7 costillas poco visibles, y aún menos los tubérculos. Areola ovalada con lana blanquecina. Las espinas son todas radiales, en número de 7, de color amarillo, delgadas y curvas, aplanadas sobre la superficie y de 15 a 20 mm de largo. Flores en la parte superior, son blancas con la garganta roja. Fruto verde, alargado al madurar, de 3 cm de largo. Semillas globosas, de 1,9 a 2 mm de largo, 2 a 2,1 mm de ancho y 1,2 mm de espesor en el centro. Su testa es brillosa, de color marrón rojizo. Número de cromosomas: 2n = 22.

## Cultivo
Precisa sombra parcial con temperaturas cálidas (aún en invierno), sin heladas o muy suaves, y humedad frecuente, sin período seco. Se multiplica a través de semillas.

## Taxonomía
Gymnocalycium angelae fue descrita originalmente en el año 1998 por el botánico Massimo Meregalli.
Etimología
Ver: Gymnocalycium
El nombre específico angelae recuerda al nombre de Ángeles Graciela López de Kiesling, fallecida en 1985, quien acompañaba en los viajes de investigación a su esposo, el profesor Roberto Kiesling.
Especies relacionadas
Si bien Meregalli, sobre la base de análisis cromosómicos, concluyó que G. angelae estaba más relacionado con G. mesopotamicum, morfológicamente es más similar a Gymnocalycium denudatum, al cual esta población era adscripta. Se la separa por tener flores más pequeñas con la garganta roja y porque el tono verde de su tallo es más opaco y pálido. Además, las poblaciones más próximas de ambos taxones se encuentran distanciadas por cientos de kilómetros.